# Zaricicea, Korosten
Zaricicea (în ucraineană Заріччя) este un sat în comuna Ușomîr din raionul Korosten, regiunea Jîtomîr, Ucraina.

## Demografie
Componența lingvistică a localității Zaricicea
     Ucraineană (99,13%)
     Alte limbi (0,87%)
Conform recensământului din 2001, majoritatea populației localității Zaricicea era vorbitoare de ucraineană (99,13%), existând în minoritate și vorbitori de alte limbi.